# Jaroslav Horák (fotbalista)
Jaroslav Horák (4. dubna 1901 nebo 10. března 1901 – 1961 nebo 25. června 1971) byl československý fotbalista, obránce. V roce 1926 byl nominován do národního mužstva amatérů.

## Fotbalová kariéra
Hrál za SK Kladno v letech 1925–1930. V československé lize nastoupil v 55 utkáních, za SK Kladno odehrál celkem 199 zápasů, vstřelil v nich 2 góly. Začínal v SK Kamenné Žehrovice (1920-25), kam se po působení v Kladně vrátil (1930-33).

## Ligová bilance
| Ročník                                       | Zápasy | Góly | Klub      |
| -------------------------------------------- | ------ | ---- | --------- |
| Středočeská 1. liga 1925/26                  | 18     | 0    | SK Kladno |
| Kvalifikační soutěž Středočeské 1. ligy 1927 | -      | 0    | SK Kladno |
| Středočeská 1. liga 1927/28                  | -      | 0    | SK Kladno |
| Středočeská 1. liga 1928/29                  | -      | 0    | SK Kladno |
| 1. asociační liga 1929/30                    | -      | 0    | SK Kladno |
| CELKEM                                       | 55     | 0    |           |